# Bernard Malivoire
Bernard Robert Malivoire, född 20 april 1938 i Bergerac, död 18 december 1982 i Boulogne-Billancourt, var en fransk roddare.
Malivoire blev olympisk guldmedaljör i tvåa med styrman vid sommarspelen 1952 i Helsingfors.